# 横廠式ロ号甲型水上偵察機
横廠式ロ号甲型水偵
横廠式ロ号甲型水上偵察機
- 用途：偵察機
- 分類：水上機
- 設計者：馬越喜七
- 製造者：横須賀海軍工廠
- 運用者：大日本帝国海軍
- 初飛行：1917年
- 生産数：218機

横廠式ロ号甲型水上偵察機（よこしょうしき ろごうこうがた すいじょう ていさつき）とは横須賀海軍工廠（横廠）が開発した日本海軍の単発複葉複座双浮舟式の水上偵察機である。1923年（大正12年）12月には横廠式水上偵察機と改名されている。

## 概要
第一次世界大戦開戦後国内に多数の航空機が輸入され、海軍でもそれに伍する機体の開発を横廠で開始した。設計主務者は馬越喜七大尉だが、中島知久平大尉の協力を得たという説もある。安定性や操縦性に重点を置いて設計され、1917年（大正7年）末に初飛行した。最大時速は156km/hに達し、運動性も格段に向上した。
当初は発動機にサルムソンM9 水冷星型9気筒 140馬力を装備していたが、後にサルムソン2M7 水冷複列星型14気筒 200馬力に、更に三菱製イスパノ・スイザV型8気筒 200馬力に換装している。イスパノエンジン搭載型の製造は横廠で行われたが、1920年（大正9年）以降、愛知、中島でも行われた。折からのシベリア出兵では戦艦三笠の搭載機として出動するなど、1925年頃まで主力水偵として活躍し、民間に払い下げられた物は郵便飛行等に用いられた。

## 横廠式イ号甲型水上練習機
横廠式イ号甲型水練
- 用途：練習機
- 分類：水上機
- 設計者：馬越喜七
- 製造者：横須賀海軍工廠
- 運用者：大日本帝国海軍
- 初飛行：1920年
- 生産数：70機

続いてモ式小型水上偵察機（モ式イ号甲型）に替わる水上練習機を同じく馬越喜七大尉の設計で開発に着手、1920年末に初飛行した。ロ号甲型を一回り小型にした様な機体だったので、速度、操縦性、安定性共に十分で、横廠式イ号甲型練習機として制式採用となり、70機生産された。
発動機がルノー、ベンツ、イスパノの物があったが、ベンツ装備機が好評で半数以上がベンツエンジン搭載機であった。

## 性能諸元
横廠式ロ号甲型水偵
- 全長：10.16m
- 全幅：15.69m
- 全高：3.67m
- 自重：1,000kg
- 全備重量：1,300kg
- 最高速度：155km/h
- 乗員：2名
- 発動機：三菱 ヒ式200馬力発動機 水冷V型8気筒 200 hp × 1
- 航続距離：778km

横廠式イ号甲型水練
- 全長：
- 全幅：13.78m
- 全高：
- 自重：
- 全備重量：1,124kg
- 最高速度：124km/h
- 乗員：2名
- 発動機：瓦斯電 ベ式130馬力発動機（ベンツ Bz III） 水冷直列6気筒 130 hp × 1
- 上昇率： 5分/5,000m
- 航続距離：3時間

## 飛行機の命名法
1917年（大正7年）12月に改正された新しい「飛行機名称」（大正七年内令兵一四号）による。練習用の機体を「イ号」、偵察用を「ロ号」、敵機駆逐用を「ハ号」、敵艦船攻撃用を「ニ号」と呼ぶこととしていた。
つまり、「横廠式ロ号甲型」とは横須賀工廠製（横廠式）の偵察機（ロ号）の最初の物（甲型）となる。